# Llangréu
Llangréu  (Langreo en castellà i oficialment Llangréu/Langreo) és un conceyu de la Comunitat Autònoma del Principat d'Astúries. Limita al nord amb Siero i Noreña, a l'oest amb Oviedo, al sud està rodejat per Mieres i a l'est amb Samartín del Rei Aurelio.
El concejo està format per la ciutat de Llangréu, on viuen unes 43.000 persones, composta per les localitats de Riañu, Barros, Lada, Ciañu i Sama i La Felguera (on es concentra la major part de la població) més per aproximadament altres 200 nuclis de població menors, que integren la zona rural. Dels 82 quilòmetres quadrats del terme municipal, prop de 7 estan fortament urbanitzats per a ús residencial i industrial. Els 75 restants estan ocupats per praderies, boscos i, en menor mesura, terres de feina agrícola.
El concejo pot considerar-se majoritàriament bilingüe, encara que l'asturià sofreixi un procés de declivi, derivat de la pèrdua de població. Aquesta erosió de l'idioma intenta pal·liar-se des dels estaments oficials promocionant el seu ús públic i en l'educació.

## Parròquies
- Barros
- Ciañu
- La Felguera
- La Venta
- Lada
- Riañu
- Sama
- Tiuya

## Economia
Des del segle xix Llangréu va ser un dels grans nuclis nacionals d'activitat siderúrgica, impulsada per diverses empreses instal·lades principalment en La Felguera, i va comptar amb la tercera línia de ferrocarril que va haver a Espanya (Ferrocarril de Llangréu), que va comunicar l'estació de Vega amb Gijón. Durant el segle xx va entrar en un progressiu declivi que va acabar amb el pràctic desmantellament de tota la indústria vinculada al metall. Avui dia s'està tractant de recuperar el ric patrimoni arquitectònic que ha deixat aquest passat fabril en el concejo. Resten algunes explotacions mineres de carbó, actualment en crisi

## Història
Llangréu va arribar a ser cort de la monarquia asturiana; en l'antiguitat es va conèixer al consell com Lagniam, Langueyo, Lagneo, Lancritus, Lagueyo (terra afable i deleitosa en grec), Langredo (el camí ral) o Langiciati (pels romans). Els vestigis més antics que es tenen en Llangréu corresponen a la cultura dels castros: el Pico Castiello de Ciañu i el Castiello de Riañu.
Se sap que els romans van construir antany torres defensives al llarg de la Vall del Nalón, així com un pont de sis robusts arcs en el Pont de Turiellos (actual barri felguerino del Pont), segons alguns cronistes el major d'Astúries, destruído al desviar de curs el ric Nalón fa segles. Segons alguns historiadors va anar en Llangréu (Santa Eulalia de Turiellos, actual Felguera) on va ser aniquilat Muza ibn Nusayr al fugir d'Astúries i on van enterrar les seves restes. En l'any 857 Ordoño I dona a la Catedral d'Oviedo les esglésies de Santa Eulalia, Sant Cosme i San Damián en territori de Llangréu.
En 1075 Alfons VI de Castella realitza una nova donació a l'església d'Oviedo de territoris de la vall de Llangréu, confirmada posteriorment per la reina Urraca I de Castella, amb el que tot el territori de l'actual concejo va passar a ser propietat de l'església d'Oviedo (concejo per tant de bisbalia). No obstant això, els infantons langreans estaven en desacord i es va celebrar un judici, fallant a favor d'Oviedo. Avui l'escut de Llangréu inclou 10 elms que representen els infantons que es van rebel·lar contra la corona. Es diu que un dels membres del jurat va ser el Cid.
Ja en 1581 i sota el regnat de Felip II d'Espanya Llangréu passa a ser concejo de Realengo, independent de nou d'Oviedo.
En la Guerra d'Independència les tropes napoleóniques incendiaren l'església de San Lorenzo del Puente. Durant les Guerres Carlines en 1874 aquests setjaren Sama i van incendiar l'Ajuntament, amb tot l'arxiu. En el segle xvii comença l'extracció minaire, que marcarà profundament l'economia i societat del que avui són les Conques Mineres Asturianes. Ja en el segle xix s'instal·laren en la zona nombroses empreses, sent l'actual Duro Felguera (fundada per Pedro Duro) la més important. La Fàbrica de La Felguera va arribar a ser el centre siderúrgic més important d'Espanya. Es funda el Ferrocarril de Llangréu, tercer d'Espanya, per al tranport des de la Vall a Gijón de materials carbonífers i industrials. El període de la Segona República Espanyola va ser molt agitat. Va haver una depressió general amb atur i misèria per a la classe obrera. El proletariat langreà es va manifestar repetides vegades contra el règim republicà, entre altres raons per l'oposició de la C.N.T al socialisme governamental.
En la Revolució de 1934 es produïren a Llangréu nombrós morts. Passaria el mateix durant la Guerra Civil. Llangréu va conèixer una extraordinària expansió econòmica i demogràfica, superant en el segle XX els 60.000 habitants. A principis de la dècada de 1960 la UNESCO va nomenar Llangréu el quilòmetre més cult d'Europa. Actualment es treballa en la recuperació del Patrimoni Arqueològic Industrial i en l'atracció de fonts econòmiques com el centre d'empreses Valnalón, els polígnos industrials de Riañu i la Morgal, etc.

## Toponímia
En virtud del decret 73/2005 de 17 de juliol de 2005, publicat en el BOPA del 25 d'aquest mateix mes, van ser aprovades les formes oficials dels topònims del concejo, passant a ser oficials les denominacions en asturià, llevat en els casos de Llangréu/Langreo i Tiuya/Tuilla, en els quals es va mantenir la forma bilingüe. Va haver una certa polèmica entorn del nom que havia d'adquirir el concejo. En principi, la Junta de Toponímia va proposar la forma "Llangreo", que és la correcta lingüísticament i la que encara es manté entre els parlants més vells; finalment però, per decisió del mateix municipi, va ser assumida la forma "Llangréu", que és la que va fer servir l'asturianisme des dels anys 70.

## Llocs d'interès
- MUSI: Museu de la Siderúrgia d'Astúries.
- Església de Santiago Apòstol de Sama

## Persones il·lustres
- Manuel Zapico, lluitador antifranquista.
- David Villa, exfutbolista.